# 2073 Janacek
2073 Janacek је астероид главног астероидног појаса са средњом удаљеношћу од Сунца која износи 2,716 астрономских јединица (АЈ).
Апсолутна магнитуда астероида је 12,7.